# Меженцин (гміна Польська Церекев)
Меженцин (пол. Mierzęcin, нім. Mierzenzin, 1939-45: Friedrichsdorf) — село в Польщі, у гміні Польська Церекев Кендзежинсько-Козельського повіту Опольського воєводства.
Населення — 54 особи (2011).
У 1975-1998 роках село належало до Опольського воєводства.

## Демографія
Демографічна структура станом на 31 березня 2011 року:
|          | Загалом | Допрацездатний вік | Працездатний вік | Постпрацездатний вік |
| -------- | ------- | ------------------ | ---------------- | -------------------- |
| Чоловіки | 24      | 2                  | 20               | 2                    |
| Жінки    | 30      | 3                  | 19               | 8                    |
| Разом    | 54      | 5                  | 39               | 10                   |